# War Music
War Music es el quinto álbum de estudio de la banda sueca de hardcore punk Refused, lanzado por Spinefarm Records y Search and Destroy Records el 18 de octubre de 2019. Es el primer álbum con el guitarrista Mattias Bärjed.
El 2 de agosto de 2019, apareció el primer sencillo:  «Blood Red», junto a un videoclip dirigido por Daniel Gray. El 13 de septiembre fue lanzado  «Rev 001'». El 11 de octubre se estrenó  «Economy of Death», con una exclusiva premiere por Spin.
En promoción, la banda estuvo de gira con Thrice por Europa entre octubre y noviembre; seguido de un tour norteamericano con METZ y Youth Code, en febrero y marzo de 2020.

## Listado de canciones
| N.º | Título                         | Duración |  |
| 1.  | «Rev 001»                      | 3:10     |  |
| 2.  | «Violent Reaction»             | 4:03     |  |
| 3.  | «I Wanna Watch the World Burn» | 3:30     |  |
| 4.  | «Blood Red»                    | 3:39     |  |
| 5.  | «Malfire»                      | 3:01     |  |
| 6.  | «Turn the Cross»               | 3:38     |  |
| 7.  | «Damaged III»                  | 3:08     |  |
| 8.  | «Death in Vännäs»              | 3:03     |  |
| 9.  | «The Infamous Left»            | 3:05     |  |
| 10. | «Economy of Death»             | 4:01     |  |

## Créditos
| Refused - Dennis Lyxzén – voces - David Sandström – batería - Kristofer Steen – guitarras - Magnus Flagge – bajo - Mattias Bärjed – guitarras Músicos adicionales - Howlin' Pelle Almqvist – coros (track 6) - Johan "Shellback" Schuster – coros (track 5) - Par Nordmark – percusión (tracks 2, 5, 6, 7) - Martin "Konie" Ehrencrona – sintetizador (tracks 1, 5, 8) - Pontus Mutka – talkbox (tracks 2, 4) - Mariam Wallentin – voces (track 1) | Producción - David Sandström – producción, grabación de voces (tracks 3, 8) - Kristofer Steen – producción, edición - Oskar Sandlund – edición, posproducción - Alexander Härnlöv – ingeniero de sonido - Magnus Lindberg – masterización - Hugo Sundkvist – dirección de arte, diseño - Sara Almgren – fotografía - Martin "Konie" Ehrencrona – mezcla, edición, grabación de bajo y guitarra - Don Alsterberg – grabación de bajo y batería - Daniel Ledinsky – grabación de voces (tracks 3, 8) - Patrik Berger – grabación de voces, producción de voces |

## Posicionamiento en listas
| Lista (2019)                  | Mejor posición |
| ----------------------------- | -------------- |
| Alemania (Offizielle Top 100) | 40             |
| Suecia (Sverigetopplistan)    | 26             |